# Festuca yalaensis
Festuca yalaensis är en gräsart som beskrevs av Joch.Müll. och Catalán. Festuca yalaensis ingår i släktet svinglar, och familjen gräs. Inga underarter finns listade i Catalogue of Life.